# Kristin Wolz

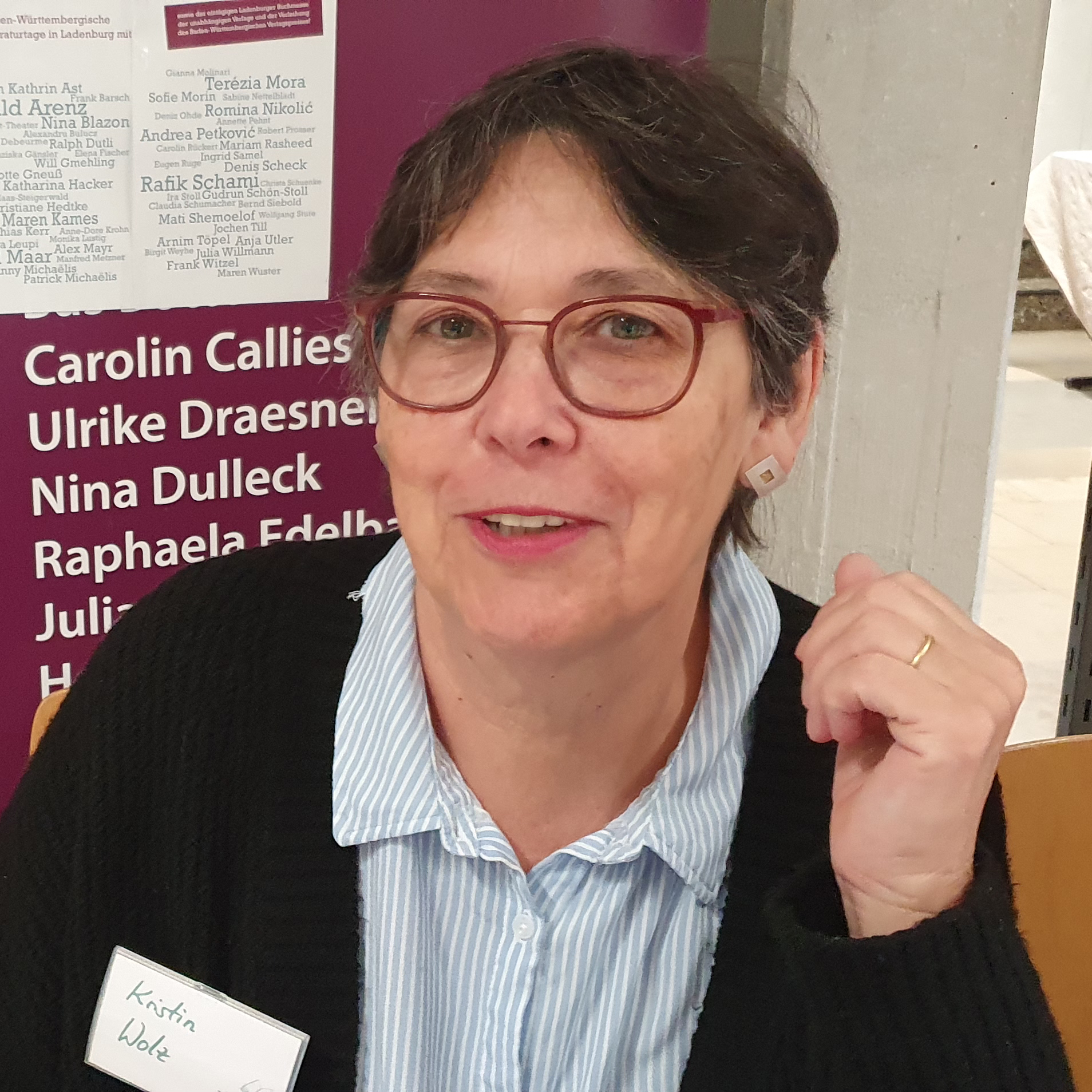
Kristin Wolz (2024)

Kristin Wolz (* 1953 in Wolfsburg) ist eine deutsche Lyrikerin und Schriftstellerin.

## Leben
Nach dem Germanistik- und Anglistikstudium in Göttingen unterrichtete Wolz an verschiedenen Schulen, absolvierte ein Fernstudium der Theologie an der Domschule Würzburg und bildete sich zur Lerntherapeutin weiter.
Sie ist seit vielen Jahren schriftstellerisch tätig. Ihre  Publikationen veröffentlichte sie teilweise gemeinsam mit ihrem Mann Herbert Wolz.
Seit 2015 ist sie Mitglied im Verein Die Räuber '77 / Literarisches Zentrum Rhein-Neckar. 2017 wurde sie zur Vorsitzenden des Vereins gewählt und übte dieses Amt bis Anfang 2023 aus.
Gemeinsam mit ihrer Vorstandskollegin Carolin Callies und weiteren Mitgliedern des Vereins vielerorts – Literatur in Ladenburg organisiert sie das 2017 gestartete jährliche Literaturfestival vielerorts – Ladenburger Literaturtage.

## Auszeichnungen
- 2014: Mannheimer Literaturpreis (3. Platz)[6]
- Lesestipendien vom Förderkreis der Schriftsteller:innen in Baden-Württemberg[7]

## Schriften (Auswahl)
- Kristin Wolz, Herbert Wolz: Physik ist schön – Physik trifft Lyrik. Books on Demand, 2010, ISBN 978-3-8391-4828-0.
- Kristin Wolz: I miei ricordi volano. Poesie. Luoghi Interiori, Città di Castello 2019, ISBN 978-88-6864-133-7 (italienisch).
- Kristin Wolz: Logenplatz für mich. Verlag Kleine Schritte, Trier 2020, ISBN 978-3-89968-151-2.
- Kristin Wolz: Geranien für den König. Verlag Kleine Schritte, Trier 2020, ISBN 978-3-89968-155-0.
- Kristin Wolz: Lisas Labyrinth. Verlag Kleine Schritte, Trier 2023, ISBN 978-3-89968-165-9.[8]